# Liste des Perry Rhodan parus en France
Cette page présente la liste des romans de la série Perry Rhodan parus en France.

## Cycle 1 -La Troisième Force

### Liste des romans
1. Opération Astrée
2. La Terre a peur
3. La Milice des Mutants
4. Bases sur Vénus
5. Les Vainqueurs de Véga
6. La Forteresse des Six-Lunes
7. La Quête cosmique
8. Les Glaces de Gol
9. Le Traître de Tuglan
10. Le Maître des Mutants
11. Le Piège à pirates
12. L'Empereur de New York
13. L'Étoile en exil
14. Mutants en mission
15. L'Offensive d'oubli
16. À l'assaut d'Arkonis
17. La Menace des Moofs
18. La Planète piégée
19. Les Méduses de Moofar
20. Les Grottes de Gom
21. La Bataille de Bételgeuse

### Résumé du cycle
- Durée du cycle : 13 ans
- Période : 1971-1984
- Résumé :

Lors de son alunissage avec la fusée Astrée, Perry Rhodan et Reginald Bull, officiers de l'U.S. Space Force, rencontrent des humanoïdes émissaires du Grand Empire d'Arkonis (dans l'amas M 13 de la constellation d'Hercule). Thora et Krest, en quête d'une mystérieuse Planète de Jouvence, ont fait naufrage sur notre satellite. Entré en possession de la super-technologie arkonide, Rhodan impose à la Terre une paix planétaire durable avec l'appui de mutant doués de facultés parapsychologiques.

Après avoir repoussé des envahisseurs extraterrestres, il se lance vers les étoiles. Il aide les autochtones du système de Véga à repousser les belliqueux Topsides. Remontant une longue chaîne d'indices, Rhodan et ses compagnons d'aventure – dont Krest et Thora – trouvent ensuite Delos, la planète errante, domaine de l'Immortel. Celui-ci accorde la douche cellulaire prolongatrice de vie à Perry Rhodan et d'autres terriens mais la refuse aux Arkonides, qui selon lui appartiennent au passé. Au cours de cette Quête Cosmique, un être étonnant s'allie aux humains : le mulot-castor L'Émir.

De retour sur Terre, Perry Rhodan doit se défendre contre le Surmutant Stafford Monterny. Puis des Marchands Galactiques, les Francs-Passeurs, attaquent le Système Solaire afin d'étouffer toute concurrence potentielle. Sous la pression des forces extraterrestres coalisées, Rhodan se voit contraint de faire croire, par un coup de bluff gigantesque, à la destruction pure et simple de la Terre.

### Personnages nouveaux récurrents
- L'Émir (Télépathe, télékinésie, téléporteur)

### Peuples rencontrés
- Topsides
- Sichas
- Ferroliens
- Francs-passeurs
- Arras
- Vams

### Terriens extra-terrestres
- Aucun dans ce cycle puisque les terriens n'ont pas encore commencé à essaimer dans la galaxie.

### Lieux où se déroule l'action
- Terre
- Vénus (Bases sur Vénus)
- Ferrol
- Zalit
- Arkonis
- Bételgeuse

### Vaisseaux
- Astrée
- Gazelle
- Astrée 2
- Ganymède
- Sans pareil

## Cycle 2 -Atlan et Arkonis

### Liste des romans
1. L'Amiral d'Arkonis
2. Le Sérum de survie
3. Le Spectre du Surmutant
4. Les Exilés d'Elgir
5. L'Invasion des invisibles
6. Le Poids du passé
7. La Citadelle cachée
8. Les Traquenards du temps
9. Délos a disparu
10. L'Agonie d'Atlantis
11. La Moisson de Myrtha VII
12. Les Soleils de Siamed
13. L'Errant de l'éternité
14. La Revanche du Régent
15. Recrues pour le Régent
16. Le Prix du pouvoir
17. La Déroute des Droufs
18. Rhodan renie Rhodan
19. L'Immortel et les Invisibles
20. Les Métamorphes de Moluk
21. L'Arche des aïeux
22. Alerte aux Antis

### Résumé du cycle
- Durée du cycle : 5 ans
- Période : 2040-2045
- Résumé :

Profitant de la tranquillité ainsi obtenue, Perry Rhodan instaure l'Empire Solaire dont il tient les rênes sous le titre de Stellarque de Sol et dont les ressortissants prennent le nom générique de Terraniens. En 2040, apparaît Atlan, le Solitaire des Siècles, qui a passé la majeure partie des dix mille dernières années dans une base-refuge sous-marine. Arkonide comme Krest et Thora, Atlan jouit de la vie éternelle grâce à un activateur cellulaire transmis par l'Immortel de Délos. Au bout de duels très serrés, Rhodan et lui décident de s'accorder à jamais un soutien mutuel indéfectible. Par son rapport détaillé sur un lointain passé, Atlan fournit un éclairage insoupçonné sur tout un ensemble d'événements et d'interactions d'ampleur cosmique.
À la confrontation avec le Grand Coordinateur positronique qui règne sur l'Empire arkonide décadent s'ajoutent bientôt les attaques des Droufs qui, surgis d'un autre univers, tentent une invasion du continuum einsteinien. De plus, Perry Rhodan entre en conflit avec Thomas Cardif, le fils né de son union avec Thora l'Arkonide.
Reprogrammé en 2044, le Régent d'Arkonis reconnaît Atlan comme nouvel empereur sous le titre de Gnozal VIII. Les Droufs, peu après vaincus par les Arkonides, les Francs-Passeurs et les Terraniens coalisés, sont renvoyés à leur univers d'origine.
Alors que Thomas Cardif trahit la Terre au profit des Marchands Galactiques, Perry Rhodan perd son épouse, Thora, puis son fidèle ami Krest.

## Cycle 3 -Les Bioposis

### Liste des romans
1. Le Caboteur cosmique
2. La Flotte fantôme
3. Le Barrage bleu
4. Le Désert des décharnés
5. Opération Okàl
6. L'Homme aux deux visages
7. Les Dieux oubliés
8. L'Aventure akonide
9. Mannes éphémères
10. Complots arkonides
11. Opération dernière chance
12. Rencontres extragalactiques
13. La Mort de Mécanica
14. Le Captif du futur
15. La Bataille de Panotol
16. Les Astres noirs
17. Médiation protoplasmique
18. Opération surprise
19. Prisonnier du plasma
20. Le Monde-aux-Cent-Soleils
21. Le Planétoïde hanté
22. Le Combat des Cent-Soleils

### Résumé du cycle
- Durée du cycle :  12 ans
- Période : 2102-2114
- Résumé :

En 2102, à bord d'une frégate dotée d'un tout nouveau propulseur linéaire, Perry Rhodan échoue dans le système Bleu, enclos par un écran énergétique et domaine des orgueilleux Akonides, lointains ancêtres des Arkonides. Alors qu'éclatent de terribles antagonismes entre Akonides et Terraniens, d'innombrables mondes de la Voie Lactée sont contaminés par une drogue pernicieuse. Les Antis, prêtres fanatiques nantis de facultés anti-psi, manipulent Thomas Cardif qui usurpe incognito la place de son père avant d'être détruit par une ruse diabolique de l'Immortel de Délos. Perry Rhodan entre alors en possession d'un activateur cellulaire.
Le danger constitué par le Régent positronique  d'Arkonis est définitivement écarté lorsqu'Atlan et quelques Terraniens, grâce à un saut temporel vers le passé, le mettent pour de bon hors d'état de nuire.
En 2112, en plein espace intergalactique, la race humaine plonge dans un conflit opposant les invisibles Laurins à un peuple de robots, les Bioposis. Un an plus tard, Perry Rhodan découvre le Monde-aux-Cent-Soleils, patrie de ces créatures mi-machines, mi-organiques, résout l'énigme posée par leur existence et les appuie pour vaincre les Laurins. Il fonde alors l'Alliance Galactique dont il devient le Grand Administrateur sous le titre de Stellarque de Sol.

## Cycle 4 -Le Deuxième Empire

### Liste des romans
1. Menaces sur les mutants
2. Le Mirage de la montagne chantante
3. La Valeur de la vie
4. Le Fléau de la galaxie
5. Le Miroir de molkex
6. Rebellion sur Euhja
7. La Métamorphose du molkex
8. Le Labyrinthe d'Eysal
9. Le Piège de glace
10. Les Sauveteurs sigans
11. La Course contre la montre
12. L'Effondrement d'un empire
13. L'Offensive de crétinisation
14. La Sylve sanguinaire
15. Guerilla sur Greendoor
16. Pas de retour pour Rhodan
17. Les Soldats stellaires
18. Mulots en mission
19. La Fin de la fuite
20. Péril sur Plophos
21. Le Déclin du dictateur
22. Arkonis assassiné

### Résumé du cycle
- Durée du cycle : 3  ans
- Période : 2326-2329
- Résumé :

En deux cents ans de calme relatif, les Terraniens ont assis leur nouvelle position parmi les divers peuples galactiques. Perry Rhodan perd nombre de ses amis et proches collaborateurs qui ne reçoivent pas à temps l'un des vingt-cinq activateurs cellulaires éparpillés par l'Immortel à travers la Voie Lactée peu avant la disparition –voire l'anéantissement– de la planète Délos.
2326 voit surgir une nouvelle menace pour les explorateurs de la Galaxie : les monstrueux Annélicères. Sur la trace de ces énormes créatures, les hommes rencontrent les ressortissants d'un Deuxième Empire galactique, les Bleus qui occupent l'Est de la Voie Lactée, à l'opposé de Sol. Ces êtres au farouche désir d'expansion possèdent des vaisseaux quasi indestructibles grâce à leurs blindages de molkex. En 2328, des savants humains découvrent le moyen de détruire le molkex et cet atout met un terme définitif au conflit.
Durant cette période, de plus en plus de colonies terraniennes ont entrepris de lutter pour leur indépendance. Ainsi Plophos dont le dictateur, Iratio Hondro, fait enlever Perry Rhodan et quelques-uns de ses proches. Le Stellarque et ses compagnons ne sont sauvés qu'au bout d'une errance de près d'un an au voisinage du Centre galactique. Destitué, Hondro meurt après avoir attribué son activateur cellulaire à Mory Abro, qui devient la seconde épouse de Rhodan.

## Cycle 5 -Les Maîtres insulaires

### Liste des romans
1. À l'assaut d'Andromède
2. Planète de pénitence
3. Les Gardiens des galaxies
4. La Guerre du gel
5. Héros de l'horreur
6. Microcosme et Macrocosme
7. Les Pyramides pourpres
8. Le Triscaphe titanesque
9. Le Péril surgi du passé
10. Téléporteurs dans les ténèbres
11. Les Condamnés du Centre
12. La Cinquième Colonne
13. Les Coureurs d'ondes de Chrystal
14. Invasion interdite
15. L'Armada akonide
16. Les Astéroïdes d'Androbêta
17. Le Satellite secret
18. La Débâcle des Deux-Nez
19. Les Sœurs stellaires
20. La Ville vitrifiée
21. Le Monde des marais
22. La Sphère spatiotemporelle
23. La Station de Saar Lun
24. Le Messager des maîtres
25. L'Ingénieur intergalactique
26. La Revanche des Régénérés
27. L'Être d'émeraude
28. Tempête sur Téfrod
29. Les Mercenaires des maîtres
30. Le Robot qui rit
31. La Machine de Multika
32. Le Transmetteur temporel
33. Les Temples de Tarak
34. L'Agent atemporel
35. L'Émir et l'Éternité
36. Les Transmuteurs de Tanos
37. Le Seigneur de Sadlor
38. Le Sarcophage stellaire
39. La Piste parapsychique
40. La Facture des faussaires
41. Iago l'innocente
42. Miras le maléfique
43. Naufrage dans le néant
44. Le Pacte de paix
45. L'Escapade de l'émir
46. Illusions interstellaires
47. La Faillite de Faktor IV
48. Multidon la maudite
49. Terreur sur Tamanium
50. Le Sacrifice suprême

### Résumé du cycle
- Durée du cycle : 6  ans
- Période : 2400-2406
- Résumé :

En 2400, à bord de sa nef amirale, le Krest II, et en compagnie du Halutien Icho Tolot, Perry Rhodan surgit au centre d'un réseau de transmetteurs de matière reliant le centre de la Voie Lactée à la Nébuleuse d'Andromède. À côté des pièges machiavéliques qui les attendent dans l'abîme intergalactique, les Terraniens se heurtent à de nouveaux adversaires, les Maahks (ou Méthaniens), dont une forteresse spatiale attaque bientôt la station régulatrice du transmetteur du cœur de notre Galaxie. Grâce à plusieurs opérations d'infiltration, l'invasion de la Voie Lactée organisée par les Maahks est évitée de justesse.
Dès 2402, les Terraniens parviennent à pénétrer davantage à l'intérieur d'Andromède en s'appuyant sur des têtes de pont établies dans les micronébuleuses voisines, AndroAlpha et Andorbéta. Ceux qui détiennent l'hégémonie sur Andromède apparaissent comme une poignée d'êtres auréolés de mystère, les Maîtres Insulaires. Tous les moyens leur sont propices pour neutraliser les Terraniens, y compris les manipulations temporelles. Le nouveau vaisseau-amiral de Rhodan, le Krest III, est ainsi projeté à plus de cinquante mille ans dans le passé : sur la Terre, l'Impérium de Lémuria se défend alors désespérément contre les belliqueux Halutiens. Effectuant le même plongeon mais perdant tout espoir de retour, la barge spatiale Dino-III et son équipage rendent possible le sauvetage du Krest III qui regagne enfin le temps présent.
Les tyrans d'Andormède focalisent leurs actions suivantes sur la Voie Lactée et contre l'Empire Solaire. En 2405, à la suite du pacte de paix conclu entre Terraniens et Maahks puis à la destruction de la route des transmetteurs reliant Andromède et la Galaxie, les Maîtres Insulaires sont éliminés les uns après les autres. C'est Atlan qui, finalement, remporte le duel décisif contre Faktor I, le Maître suprême —une femme habitée par une volonté de puissance hors du commun et qui avait au préalable réussi à le séduire.
Février 2406 marque le début d'une accalmie de vingt-neuf ans au cours de laquelle Perry Rhodan et ses collaborateurs mettent tout en œuvre pour que l'Empire Solaire se relève des difficultés qu'il vient de traverser.

## Cycle 6 -M87

### Liste des romans
1. Au cœur de la démesure
2. L'énigme de « Old Man »
3. Sur la piste des hypno-cristaux
4. Cristal-catastrophe
5. Sur le fil du rasoir
6. Remous dans les Nuages de Magellan
7. Des Perlians aux Hommes-lions
8. Les Partisans du Grand Nuage
9. Assaut contre Danger
10. Dans les grottes des Gurrads
11. Missions magellaniques
12. Le Réveil d'un Titan
13. Transgressions temporelles
14. Dérive intergalactique
15. Poison pour une planète
16. Le Sosie du Stellarque
17. De Néréide à Neptune
18. Offensive sur Old Man
19. Cités spatiales skovars
20. Le Commandeur des oubliés
21. Holocauste halutien
22. Les Labyrinthes de M 87
23. L'Enlèvement de l'élu
24. La Caste des chercheurs
25. Les Insurgés du Krest IV
26. Projet Paladin
27. Le Repaire des symbiotes
28. Uchronies akonides
29. Le Karma de Khan
30. Les Pirates de Parjar
31. Les Cercueils de cristal
32. Les Léviathans de Léthara
33. Le Piège des Pelewons
34. Les Constructeurs du Centre
35. Le Gouffre entre les galaxies
36. Traîtres en série
37. Le Gardien de l'Intouchable
38. Le Spectre du Sepulveda
39. Le Secret de la pyramide
40. Sur les traces du passé
41. Le Legs des Lémuriens
42. Odyssée pour des nefs perdues
43. Le Poids des invisibles
44. Pont entre les nuages
45. La Base des Baramos
46. Les ŒUfs de Baykalob
47. Les Spectres verts
48. Des Bestians aux Ulebs
49. La Tanière hors du temps
50. Ténèbres sur la Terre

### Résumé du cycle
- Durée du cycle : 2  ans
- Période : 2435-2437
- Résumé :

Année 2435 : leur incursion involontaire dans le passé, au cours des péripéties précédentes, a attiré sur les Terraniens l'attention des Gardiens Fréquentiels ou Bi-Conditionnés, des policiers temporels dotés d'astronefs semi-organiques, les Dolans. Inflexibles et refusant toute argumentation, ils attaquent l'Empire Solaire... Avec son vaisseau amiral, un ultracroiseur de 2500 mètres de diamètre, Perry Rhodan subit l'effet d'une de leurs armes et est déporté à 32 millions d'années-lumière de la Voie Lactée, à l'intérieur de la galaxie géante M 87 que gouvernent les énigmatiques Constructeurs du Centre.
M 87 se révèle être la patrie des Bestians, ancêtres communs des Halutiens et des Bi-Conditionnés : créés par manipulations génétiques pour être les soldats de cette galaxie, ces être monstrueux et indomptable se sont révoltés il y a plus de 60 000 ans... Seuls quelques-uns d'entre eux ont réussi à fuir la contre-offensive des Constructeurs du Centre, certains atteignant la Voie Lactée —où ils ont donné naissance  aux Halutiens— et d'autres s'installant dans les Nuages de Magellan —les Ulebs, ancêtres des Bi-Conditionnés. Développant une véritable paranoïa à l'idée que les Constructeurs pourraient tenter de les éradiquer en agissant sur le passé, ils ont développé tous les moyens imaginables pour faire échec à toute expérimentation temporelle et éliminer tous ceux qui oseraient de tells pratiques.
C'est dans ces deux petites galaxies naines que les Terraniens, en 2437, doivent porter leurs efforts pour mettre un terme à la menace. Mais la nouvelle vague d'assaut massif des Bi-Conditionnés contre la Terre, malgré les armes que celle-ci a héritées des anciens Lémuriens, n'est repousée que grâce à l'intervention lourde des Halutiens. Pire encore : une flotte des Constructeurs du Centre et de leurs mercenaires surgit soudain dans la Voie Lactée. certes, ils anéantissent les Ulebs grâce à leurs moyens technologiques, mais ils posent un ultimatum à l'Humanité : exterminer les Halutiens, qu'ils assimilent aux Bestians. Catégorique, Perry Rhodan refuse de trahir ses alliés et doit menacer de frapper sans merci pour renverser définitivement la situation devenue critique. Une fois les souverains de M 87 repartis pour leur galaxie-patrie, non sans avoir signé un traité de non agression, l'Empire Solaire et la Terre n'ont plus qu'à panser leurs blessures...

## Cycle 7 -Les Cappins

### Liste des romans
1. L'Humanité au crépuscule
2. La Voie transtemporelle
3. L'Ombre de Corello
4. Défi à l'antimatière
5. Mutants sans avenir
6. Les Chronoclastes de Copernic
7. Le Satellite anti-solaire
8. L'Adieu aux Accalauries
9. Face au Supermutant
10. La Catalyse de l'instable
11. Énigmes du passé
12. Les Ludions du temps
13. Les Pièges de Gevonia
14. Rencontre avec Ovaron
15. Expédition sur Zeut
16. À l'aube de Lémuria
17. Un frère au-delà des siècles
18. Le Ressuscité de Titan
19. Départ pour Gruelfin
20. Les Conquérants de Takéra
21. Le Retour d'un banni
22. Le Vassal galactique
23. La Ville et le Rescapé
24. Au nom du Ganjo
25. Les Farrogs d'Erysgan
26. Apocalypse pour Takéra
27. L'Offensive des Collecteurs
28. L'Attaque des clans

### Résumé du cycle
- Durée du cycle : 8  ans
- Période : 3430-3438
- Résumé :

## Cycle 8 -L'Essaim

### Liste des romans
1. Intelligence en perdition
2. Les Manipulateurs de l'Essaim
3. La Conquête d'Exota-Alpha
4. La Colère de Sandal Tolk
5. L'Empire secret
6. Le Mystère des Conquérants Jaunes
7. L'Invasion des vaisseaux ruches
8. Les Amazones perdues
9. L'Expédition du Gevari
10. L'Expérience des Cynos
11. Les Usines des Idoles
12. Les Obélisques de Puntoron Shin
13. Involution fictive
14. L'Énigme des sept sages
15. Transplantation solaire
16. Les Ruses des Karduuhls
17. À la recherche du Tabora
18. Le Retour de Nostradamus

### Résumé du cycle
- Durée du cycle : 5  ans
- Période : 3438-3443

## Cycle 9 -Les Vieux-Mutants

### Liste des romans
1. Les Voix du tourment
2. Sus au Supermutant
3. Objectif Synthoïdes
4. Le Plan Phénix
5. La Météorite à surprises
6. L'Intelligence paradoxale
7. La Guerre des Paramags
8. L'Asile des Vieux-Mutants

### Résumé du cycle
- Durée du cycle : 1  an
- Période : 3444

## Cycle 10 -Le Concile

### Liste des romans
1. Le Concile des Sept
2. Le Double Jeu du premier Hétran
3. Le Poing de la résistance
4. Le Champion de Paricza
5. Le Triangle d'Archimède
6. La Terre doit disparaître !
7. Le Maëlstrom des étoiles
8. Les Ennemis de Zeus
9. À la recherche de la Terre
10. Rencontre dans le chaos
11. Sus aux Vieux-Mutants
12. Dans les cavernes des Ploohns
13. L'Ambassadeur de la paix
14. Décisions aux confins

### Résumé du cycle
- Durée du cycle : 1  an
- Période : 3459-3460

## Cycle 11 -Aphilie

### Liste des romans
1. Aphilie
2. Les Rebelles d'Empire-Alpha
3. La Forteresse de Titan
4. Escale dans Balayndagar
5. Les Enfants du Sol
6. La Lumière de la raison
7. L'Agonie d'une galaxie
8. Les Dormeurs millénaires
9. L'Alliance des Galactes
10. Les Routes du néant
11. Le Retour des Koltoniens
12. Le Plan de l'accomplissement
13. Le Jeu du Larenn
14. Un ami des bioposis
15. Les Stratèges de l'univers
16. La Terre sans hommes
17. La Bataille des diplomates
18. Adieu à la Voie Lactée
19. L'Ordre cosmique
20. Les Négociateurs de Pröhndome
21. Patrouille spéciale Terre
22. Le Cercle de contact
23. Piège pour le « Module »
24. Sous l'emprise du cristal noir
25. La Petite Majesté
26. Mort aux immortels !

### Résumé du cycle
- Durée du cycle : 43  ans
- Période : 3540-3583

## Cycle 12:Bardioc

### Liste des romans
1. L'Impératrice de Therm
2. Le Marteau du passé
3. Apparition des concepts
4. Le Retour d'Ernst Ellert
5. Les Maîtres de la gravitation
6. Catastrophe gravitationnelle
7. La Rage des Halutiens
8. La Vision de plénitude
9. La Quatrième Incarnation
10. Le Monde de verre
11. Le Destin des métamorphes
12. Les Mutants de Gaïa
13. Bardioc
14. La Puissance de Callibso
15. Projet Basis
16. La Déesse endormie

### Résumé du cycle
- Durée du cycle : 2  ans
- Période : 3583-3585

## Cycle 13:Pan-Thau-Ra

### Liste des romans
1. Le Départ du Basis
2. Dans l'enfer de la planète géante
3. Le Peuple des ruines
4. L'Œil des dieux
5. Le Vaisseau du puissant
6. Au cœur du Pan-Thau-Ra
7. Les Maîtres du Pan-Thau-Ra
8. Ouragan dans l'hyperespace

### Résumé du cycle
- Durée du cycle : 1 an
- Période : 3586

## Cycle 14:Les Citadelles cosmiques

### Liste des romans
1. Laire
2. L'Enfant et les Loowers
3. La Citadelle de Murnoc
4. Margor, grandeur et chute
5. Les Émissaires des ténèbres
6. Frontière dans le néant
7. Duel pour un œil
8. L'Odyssée du « Karma »
9. Je suis Ariolc !
10. Les Sept Flibustiers
11. Le Secret des psychodes
12. L'Offensive des orbitaux
13. Les Chasseurs d'énergie[note 1]
14. Les Dieux de Matazema
15. La Septième Clef
16. Mission spéciale Stevenson
17. Le Gouffre de matière
18. Le Faux Igsorian
19. Intrigues sur Martappon
20. Séismes galactiques
21. L'immortel ne mourra pas
22. L'Élu des Cosmocrates
23. Les Hordes de Garbesh
24. Le Destin des Orbitaux
25. La Croisade d'Amtranik
26. Le Nouveau Chevalier

### Résumé du cycle
- Durée du cycle :
- Période : 3586-…

## Cycle 15:La Hanse cosmique

### Liste des romans
1. Le Terranien
2. Recrues pour Krandhor
3. Les Agents programmés
4. Le Vaisseau des ancêtres
5. Les Aiguillages du temps
6. Sur les traces de la fraternité
7. Le Tube de Hamiller
8. Les Prisonniers du Sol
9. Sphinx
10. Tempête psionique
11. Le Retour d'Atlan
12. La Flamme noire
13. Incursion dans M3
14. Les Maîtres de l'atome
15. Retour en enfer
16. L'Arme des Porleyters
17. La Brigade de Seth-Apophis
18. Transmetteur pour nulle part
19. Le Cercle Kardec
20. Au bord du néant tournoyant
21. L'Anneau des Cosmocrates
22. Le Messager pétrifié

### Résumé du cycle
- Durée du cycle :
- Période : -

## Cycle 16:L'Armada infinie

### Liste des romans
1. Le Gel-rubis
2. Un homme pour l'Armada
3. De l'autre côté du Gel-rubis
4. La Puissance des Argentés
5. Projet Deuxième Terre
6. Négoce avec la mort
7. L'Incubateur des Synchronites
8. Les Serviteurs éternels
9. Réveil intrastellaire
10. Au royaume des Quatre Soleils
11. Seul contre la Terre
12. L'Envoyé du futur
13. L'Émissaire invisible
14. La Pyramide noire
15. L'Enfer sur Terre
16. La Fièvre de Vishna
17. Naissance d'un monstre
18. Seth-Apophis
19. Les Larmes d'Einstein
20. Le Duel des Cosmocrates
21. L'Abîme du Soleil Noir
22. Au seuil du Loolandre
23. Le Décalogue des éléments
24. Le Crépuscule des Cent-Soleils
25. Le Cœur de l'Armada
26. Le Nouvel Ordoban

### Résumé du cycle
- Durée du cycle :
- Période : -